# Румо
Ру̀но (на италиански: Rumo; на ладински: Rum, Рум) е село и община в Северна Италия, автономна провинция Тренто, автономен регион Трентино-Южен Тирол. Разположено е на 944 m надморска височина. Населението на общината е 798 души (към 2018 г.).